# Dyrehavsbakken
Il Dyrehavsbakken [ˈdyːʀəhɑu̯sbɑgən] (danese: dyrehave "zoo", bakke "collina", forma abbreviata: Bakken) è un parco di divertimenti situato nei pressi di Copenaghen, in Danimarca, all'interno del parco naturale Jægersborg Dyrehave.
Il parco fu inaugurato nel 1583 con la scoperta di una sorgente naturale, rendendolo il più antico parco divertimenti esistente al mondo. Nel corso del tempo, a causa del grande afflusso di visitatori, sempre più aziende si stabilirono qui. Oggi il Bakken è caratterizzato da un misto di giostre classiche e moderne. Una delle attrazioni è una delle montagne russe in legno più antiche d'Europa, con lo scivolo entrato in funzione nel 1932. 
L'ingresso al parco è gratuito, ma ogni corsa sulle attrazioni prevede un prezzo unico. Con circa 2,7 milioni di visitatori all'anno, Bakken occupa il secondo posto nella popolarità dei visitatori danesi, appena dietro ai Giardini di Tivoli. Tra la gente del posto, il parco è un punto d'incontro per grandi e piccoli, anche per i ristoranti economici rispetto agli standard danesi.